# 죄악론

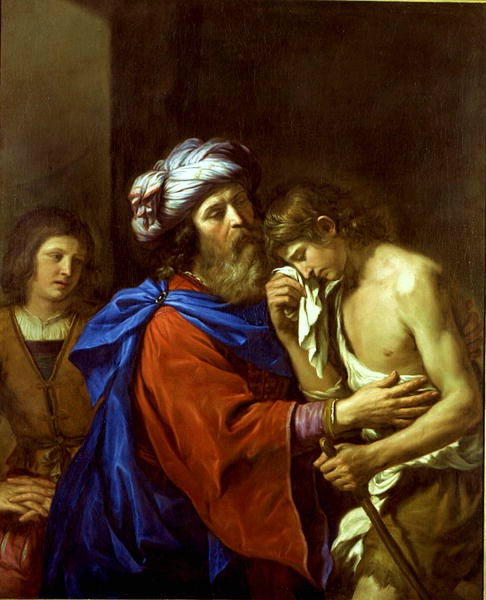
탕자

기독교의 기본 교리는 그리스도 품에서의 속죄이기에, 죄의 교리는 기독교의 중심이다. 죄에 관한 연구이자 기독교 신학의 한 분야인 죄악론(罪惡論)은 죄를 하느님의 인격과 기독교 성경법을 멸시하고 다른 사람들을 해치는 그에게의 범죄 행위로 묘사한다. 기독교인 입장에서 볼 때 이는 인간의 합리적 성질뿐만 아니라 하느님의 본성과 그의 영원한 율법을 위반하는 악한 인간 행위이다. 성 아우구스티누스의 고전적 정의에 따르면 "하느님의 영원한 율법에 반대하는 말, 행동 또는 욕망"이다. 기독교 죄악론은 자연법, 기독교 윤리의 개념과 밀접한 관련이 있다.
일부 학자들 가운데서, 죄는 구속력이 없는 철학적 틀과 기독교 윤리의 관점에 대한 법적 위반 또는 계약 위반으로 이해되며, 따라서 구원은 법적인 용어로 여겨지는 경향이 있다.
후에 아우구스티누스가 펠라기우스주의자들과의 토론에서 제기했듯이, 다른 기독교 학자들은 죄가 근본적으로 기독교 신에 대한 사랑의 상실과 자애의 증가와 관계 있다고 이해한다. 죄의 법적 정의와 마찬가지로, 이 정의는 기독교적 은혜와 구원에 대한 이해에도 영향을 미치며, 따라서 관계적 용어로 볼 수 있다.

## 성경에서

### 구약
구약에서 죄가 처음 명사로 등장하 곳은 창세기 4장 7절로 "네가 선을 행하면 어찌 낯을 들지 못하겠느냐 선을 행하지 아니하면 죄가 문에 엎드려 있느니라 죄가 너를 원하나 너는 죄를 다스릴지니라"라는 하나님의 경고에서이다. 여기서 죄는 가인의 지배 받기를 대기하는 모습이며 동물화된 형태로 그려진다.
죄가 동사로 처음 그려진 곳은 하나님께서 아비멜렉의 꿈에 나타나셨을 때이다. 창세기 20장 6절로 "하나님이 꿈에 또 그에게 이르시되, '네가 온전한 마음으로 이렇게 한 줄을 나도 알았으므로 너를 막아 내게 범죄하지 아니하게 하였나니 여인에게 가까이 하지 못하게 함이 이 때문이니라.'"라는 부분이다.
이사야서는 죄의 결과를 다음과 같이 선포하고 있다. "오직 너희 죄악이 너희와 너희 하나님 사이를 갈라 놓았고 너희 죄가 그의 얼굴을 가리어서 너희에게서 듣지 않으시게 함이니라 이는 너희 손이 피에, 너희 손가락이 죄악에 더러워졌으며 너희 입술은 거짓을 말하며 너희 혀는 악독을 냄이라." 이는 하나님과 인간 사이가 분리되어 예배에도 응답받지 못하는 모습이다.

### 원죄
원죄는 인간이 출생을 통해 오염된 본성과 죄에 대한 성향을 물려받았다는 기독교 교리이다. 신학자들은 이 상태를 여러 가지 방식으로 특징짓는데, 이는 약간의 결함처럼 중요하지 않은 것, 또는 "죄성"이라고 불리는 집단적 죄책은 없지만 죄를 향한 경향에서부터 모든 인간의 전적 타락 또는 자동적 죄책에 이르기까지 다양하다. 집단적 죄책감을 통해 기독교인들은 인류의 죄 상태에 대한 교리가 에덴에서 아담의 반역에서 비롯된 인간의 타락, 즉 선악을 알게 하는 나무의 열매를 먹은 불순종의 죄에서 비롯되었다고 믿는다.

### 기타
기독교 내에서는 교파에 따라 다음과 같이 정의된 몇 가지 유형의 죄가 있다.
- 원죄—대부분의 기독교 교파에서는 창세기에 나오는 에덴동산 이야기를 인간의 타락으로 해석한다. 아담과 하와의 불순종은 인간이 저지른 최초의 죄였으며, 그들의 원죄(또는 죄의 결과)는 그들의 후손에게 상속되었다 (또는 그들의 환경의 일부가 되었다). 참조: 전적 타락.
- 욕정—가톨릭 신학에서는 자발적인 죄. 개신교 신학에서는 자발적이지 않아도 그 죄성에 대해 책임을 물을 수 있다.
- 소죄 (가톨릭 신학)
- 대죄 (가톨릭 신학)
- 칠죄종 (가톨릭 신학)
- 영원한 죄—일반적으로 "용서받을 수 없는 죄"(마태복음 12:31에 언급됨)라고 불리는 이것은 아마도 가장 논란이 많은 죄일 것이다. 이 죄를 저지른 자는 배도자가 되어 믿음의 삶과 구원의 경험에서 영원히 탈락하게 된다. 이 죄의 정확한 정의는 종종 논쟁에 휩싸이곤 한다.[15]

## 같이 보기
- 성경법
- 기독교 윤리
- 하마르티아
- 천국 (기독교)
- 그리스도의 법
- 화해
- 성례 (가톨릭 교회)

## 참고 문헌
- Mc Guinness, I. Sin (Theology of), in: New Catholic Encyclopaedia, vol. XIII, (reprinted 1981), The Catholic University of America, Washington D.C., pp. 241–245.
- Rahner, Karl, Schoonberg, Piet. "Sin", in: Encyclopedia of Theology: A Concise Sacramentum Mundi . (1986) Tunbridge Wells, Kent, UK: Burns & Oates, ISBN 0-86012-228-X, pp. 1579–1590.
- Farrell, Walter, A companion to the Summa vol. 2 – The Pursuit of Happiness (1985 /reprinted 2nd ed./) Westminster, Maryland – London: Christian Classics, Sheed & Ward, ISBN 0-7220-2520-3 (UK) 0-87061-119-4 (USA), p. 467.
- Pieper, Josef, The Concept of Sin (2001), translated by Edward T. Oakes SJ, South Bend, Indiana: St. Augustines Press, ISBN 1-890318-08-6, pp. 128.
- Pinckaers, Servais, The Sources of Christian Ethics, (translated from French by M. T. Noble O.P.), Washington, D.C., The Catholic University of America Press, 1995. Reprinted: Edinburgh: T&T Clark, ISBN 0-567-29287-8 p. 489
- Sabourin, Leopold SJ, Sin, in: The Oxford Companion to the Bible (1993). Bruce M. Metzger, Michael D. Coogan (ed.) New York – Oxford: Oxford University Press, ISBN 0-19-504645-5, pp. 696.